# Carl Hinrichs (Maler)
Carl Heinrich Richard Hinrichs (* 26. November 1903 in Nürnberg; † 8. November 1990 in Schwerin) war ein deutscher Maler.

## Leben
Carl Hinrichs war ein Sohn des Fotografen und Musikers Richard Hinrichs (* 1861) und dessen Frau Elise (* 1879). Im Jahre 1905 kam Hinrichs mit seiner Familie nach Schwerin. Ab dem Jahr 1917 war er beruflich als Landarbeiter, Lagerist, Buchbinder, Anstreicher, Torfstecher, Bergarbeiter und Kurzwarenhändler tätig. 1928 trat er der KPD bei. Während des Zweiten Weltkrieges von 1939 bis 1945 als Arbeiter und Anstreicher in Schwerin-Görries dienstverpflichtet, machte er 1942 seine Gesellenprüfung als Dekorationsmaler. Erste künstlerische Unterweisungen erhielt er bei dem Schweriner Maler Wilhelm Facklam in dessen Malschule. 1945 wurde Hinrichs freischaffender Künstler. In den Jahren 1950 und 1951 absolvierte er auf Vermittlung des Schriftstellers Ehm Welk eine künstlerische Ausbildung an der Akademie der Künste der DDR in Berlin als Meisterschüler bei Heinrich Ehmsen. Er war Mitglied des Verbandes bildender Künstler und ab 1978 Ehrenmitglied.
Hinrichs malte zumeist mecklenburgische Landschaften und Stillleben, wofür er in Schwerin in den Jahren 1958 (Gemälde: Industrie- und Hafenstadt Wittenberge) und 1963 mit dem Fritz-Reuter-Preis ausgezeichnet wurde. Ab Ende der 1960er Jahre verbrachte er die Sommermonate in Heidekaten, einem Ortsteil von Blowatz nahe der Insel Poel.
Hinrichs gilt als der Altmeister der Mecklenburgischen Malerei. Im Jahr 1989 wurde er Ehrenbürger der Stadt Schwerin. Ein Teil seiner Werke ist heutzutage im Staatlichen Museum in Schwerin ausgestellt. Er erhielt 1973 den Vaterländischen Verdienstorden in Bronze, 1978 in Silber und 1983 in Gold.
Hinrichs war mit dem Maler Karl Christian Klasen befreundet.
Carl Hinrichs’ Grabstätte befindet sich auf dem Alten Friedhof in Schwerin.

## Ausstellungen (Auswahl)

### Einzelausstellungen
- 1957: Schwerin, Staatliches Museum (mit Heinz Dubois)
- 1960: Rostock, Museum der Stadt Rostock
- 1963: Schwerin, Staatliches Museum
- 1976: Rostock, Galerie am Boulevard
- 1999: Schwerin, Schleswig-Holstein-Haus
- 2015: Schwaan, Kunstmuseum Schwaan[4]
- 2016: Kirchdorf, Inselmuseum[7]

### Beteiligungen
- 1945: Schwerin, Landesmuseum („Jahresschau 1945 der Kunstschaffenden aus Mecklenburg-Vorpommern“)[8]

- 1951/1952: Berlin, Staatliche Museen („Künstler schaffen für den Frieden“)
- 1953, 1958, 1962/1963, 1967/1968, 1972/1973 und 1982/1983: Dresden, Deutsche Kunstausstellungen bzw. Kunstausstellungen der DDR
- 1957: Schwerin, Staatliches Museum („Künstler schaffen für das Dorf“)
- 1968: Halle, („Sieger der Geschichte“)
- 1970: Berlin, Altes Museum („Im Geiste Lenins“)
- 1971: Berlin, Altes Museum („Das Antlitz der Arbeiterklasse in der bildenden Kunst der DDR“)
- 1972, 1974, 1979 und 1985. Rostock, Bezirkskunstausstellungen
- 1979; Berlin („Weggefährden – Zeitgenossen“)
- 1985: Erfurt, Gelände der Internationalen Gartenbauausstellung („Künstler im Bündnis“)
- 2009: Schwerin, Staatliches Museum („Norddeutsche Zeichner aus vier Jahrhunderten“)